# Lydia Mugambe
Lydia Mugambe là một nữ luật sư và thẩm phán người Uganda tại Tòa án tối cao của Uganda. Bà được bổ nhiệm vào tòa án đó bởi tổng thống Yoweri Museveni, vào ngày 3 tháng 5 năm 2013.

## Bối cảnh và giáo dục
Bà tốt nghiệp Khoa Luật của Đại học Makerere, trường đại học công lập lớn nhất và lâu đời nhất ở Uganda, với bằng Cử nhân Luật. Năm sau, bà được Trung tâm phát triển pháp luật trao tặng bằng tốt nghiệp về thực hành pháp lý tại thành phố thủ đô Kampala. Bà cũng có bằng Thạc sĩ Luật của Đại học Pretoria ở Nam Phi.

## Nghề nghiệp
Trước khi được bổ nhiệm lên Tòa án tối cao, Mugambe đã phục vụ với tư cách là Thẩm phán tại các tòa án cấp dưới của Uganda. Bà được bổ nhiệm vào Tòa án tối cao của Uganda vào ngày 15 tháng 5 năm 2013. Bà được phân công vào Phòng dân sự của tòa án.
Vào tháng 1 năm 2017, Thẩm phán Mugambe đã đưa ra phán quyết chống lại Bệnh viện giới thiệu quốc gia Mulago, nơi đã bị Jennifer Musimenta và chồng Micheal Mubangaizi kiện ra tòa vì sự mất tích của đứa trẻ sơ sinh của họ. Các thẩm phán tìm thấy bệnh viện đã sơ suất. Mugambe cũng trao cho hai vợ chồng 85 triệu USh (khoảng 24.000 đô la Mỹ) tiền bồi thường.
Phán quyết này được ca ngợi bởi các nhà quan sát pháp lý và các tổ chức phi lợi nhuận ở Uganda, như một phán quyết khởi đầu, hướng tới việc công nhận "quyền của phụ nữ nghèo, dễ bị tổn thương và bị thiệt thòi". Phán quyết này đã được đề cử cho Trung tâm Sức khỏe, Nhân quyền và Phát triển (CEHURD), giải thưởng năm 2017.